# Міжнародний день наслідування піратів
Міжнародний день наслідування піратів — це пародійне свято, створене у 1995 році Джоном Бауром (Ол-Чамбекет) та Марком Саммерсом (Кеп Слеппі) з Олбані, штат Орегон, США, який проголошував 19 вересня кожного року днем коли кожен у світі повинен говорити як пірат. Оглядач цього свята вітав би друзів не «Привіт усім!» але «Егой, метіс!» або «Егой, сердечки!» Свято та його відзначення випливають із романтизованого погляду на Золоту добу піратства.

## Історія
За словами Саммерса, цей день — єдине відоме свято, яке виникло внаслідок спортивної травми. Під час гри в ракетбол між Саммерсом і Бауром один із них відреагував на біль вибухом «Arrr!» Ця гра відбулася 6 червня 1995 року, але з поваги до дотримання нормандської висадки вони обрали день народження колишньої дружини Саммерса, оскільки йому було б легко його згадати.
Спочатку внутрішній жарт між двома друзями, свято набуло розголосу, коли Баур і Саммерс надіслали листа про свій вигаданий відпочинок американському оглядачеві синдикованого гумору Дейву Баррі у 2002 р. Ідея сподобалася Баррі та пропагандував цей день, а пізніше з'явився в епізодичній роль у своєму «П'яному матросі» Співай разом А-го-го кліпі. Зростання висвітлення цього дня у засобах масової інформації після колонки Баррі гарантувало, що ця подія зараз відзначається на міжнародному рівні, а Баур і Саммерс тепер продають на своєму вебсайті книги та футболки, пов'язані з цією темою.
Принаймні три пісні були написані про Міжнародний день наслідування піратів. Мічиганський музичний музикант Том Сміт написав оригінальну пісню «Talk Like a Pirate Day» для Міжнародного дня наслідування піратів 2003. Пізніше, натхненний збігом обставин, що 19 вересня День народження Герміони Грейнджер Сміт написав «Hey, It's Can (n) on», у якому Грейнджер стає королевою піратів після того, як вона дізнається, що її день народження припадає на Міжнародний день наслідування піратів. Том Мейсон та Джон Баур написали «Розмовляй як пірат» у виконанні Тома Мейсона та Блу Буканірс.
Частину успіху в міжнародному розповсюдженні свята приписали необмеженості ідеї чи неторговельності, що фактично відкрило свято для творчості та «вірусного» зростання. Наприклад, відомий артист Том Скотт став першим офіційним організатором у Сполученому Королівстві під назвою «Скажений Том» до того дня, коли його забрали благодійні організації, такі як Марія Кюрі.
Асоціація піратів із пеглегами, папугами та картами скарбів, популяризована в романі Роберта Луїса Стівенсона «Острів скарбів» (1883), справила значний вплив на пародійну культуру піратів. «Міжнародний день наслідування піратів» відзначають прихованими особливостями великодніх яєць у багатьох іграх та на вебсайтах Facebook представляє перекладену піратами версію свого вебсайту на тему «Міжнародний день наслідування піратів 2008», а видавець О'Рейлі надає знижки на книги про мову програмування R для святкування. У вересні 2014 року Reddit додала на свій вебсайт піратську тему.

## Лінгвістичне тло
Англійський актор Роберт Ньютон є «покровителем» Міжнародного дня наслідування піратів. Він зобразив піратів у кількох фільмах, особливо Лонга Джона Сільвера у фільмі «Острів скарбів» Діснея 1950 р. та австралійському фільмі «Лонг Джон Сільвер» у 1954 р., а також головного героя фільму «Чорна борода» 1952 р. Ньютон народився в Дорсеті і здобув освіту в Корнуоллі. Деякі люди стверджують, що це походження стандартного «піратського акценту» — його рідного діалекту Вест-Кантрі, який він використовував у зображенні Лонга Джона Сільвера та Чорної Бороди. Він був спародійованим у 1950-1960-х роках британським коміком Тоні Генкоком.
Архетипове піратське слово «Arrr!» (альтернатива «Rrrr!» або «Yarrr!»), що на мові Вест-Кантрі означає «так», уперше з'явилося в художній літературі ще в 1934 році у фільмі «Острів скарбів» з Лайонелом Беррімором у головній ролі, і його використав персонаж роману Джеффері Фарнола «Адам Пенфізер, буканір» 1940 року. Однак саме використання Роберта Ньютона у класичному фільмі Діснея 1950 року «Острів скарбів» популяризувало вигук і зробило його широко запам'ятовуваним. Було висловлено припущення, що вигук «rrr», відмінний елемент англійської промови Вест-Кантрі, асоціюється з піратами через потужну морську спадщину Вест-Кантрі, де протягом багатьох століть рибальство було основною галуззю промисловості (і контрабанда — великою неофіційною) і де було кілька великих портів. Як наслідок, мова Вест-Кантрі в цілому і корнська мова зокрема могли мати великий вплив на узагальнену британську морську вимову.